# Гонсалес, Хуан Наталисио
Хуан Наталисио Гонсалес Паредес (исп. Juan Natalicio González Paredes; 8 сентября 1897 — 6 декабря 1966) — президент Парагвая. Свергнут в результате военного переворота.

## Биография
Родился в Вильяррике, округ Гуаира. Потеряв родителей, он переехал в Асунсьон, столицу Парагвая, в 1912 году, чтобы окончить среднюю школу. В 1915 году он окончил Национальный колледж и планировал изучать медицину в университете Асунсьона. Но в том же году правительство закрыло медицинскую школу при университете. Тогда Гонсалес занялся журналистикой и стал писать для газет, а также вступил в партию Колорадо. В итоге он так и не окончил своё образование, однако достиг выдающегося интеллектуального уровня через самообразование.
В 1928 году  женился на Лидии Фрутос, известной в парагвайских высших кругах женщине того времени. Лидия славилась своей красотой, а также высоким интеллектуальным уровнем - следствием полученного за границей образования.
Очень скоро он стал главным автором для некоторых газет, связанных с партией Колорадо, - Patria, Colorado, El Pais. В это же время он опубликовал несколько книг стихов, политических заметок и исторических очерков.
В 1920 году переехал в Буэнос-Айрес, где работал в крупной издательской компании. Его обязанности позволили ему путешествовать по всей Южной Америке и общаться с политиками, писателями, интеллектуалами из разных стран континента. В 1923 году он переехал в Париж, чтобы работать с парагвайской издательской компанией. Он провел два года в Европе, вернувшись в Парагвай в конце 1924 года.
После возвращения в Асунсьон стал более активным членом партии Колорадо. Он достиг высокого положения в партийной структуре и к 1926 году стал одним их лидеров партии. К сожалению для "колорадос", переговоры с правительством либералов стали источником разногласий внутри самой партии. Партия раскололась на противников переговоров с либералами (они требовали бойкотировать выборы, чтобы направить народное недовольство против правительства) и сторонников переговоров с правительством для установления политического мира. Гонсалес стал одним лидеров второй группировки.
В 1927 году прошли парламентские выборы, согласно новому избирательному закону. Сторонники Гонсалеса получили несколько мест в Палате депутатов и в Сенате, образовав блок меньшинства. Сенаторы от партии Колорадо были в основном бывшими министрами и интеллектуальными лидерами предыдущих правительств Колорадо, в то время как депутатами стали в основном новые молодые фигуры, в основном из учителей и журналистов, которые стали развивать новую политическую идею. Гонсалес и здесь выступил в качестве лидера меньшинства. Однако к 1929 году он не был удовлетворен тем, как развивалась политическая сфера страны. Он разочаровался в альянсе с либералами, покинул Палату депутатов и отправился в Европу со своей женой.
14 февраля 1948 года был избран президентом. Он был выдвинут от партии Колорадо как единственный кандидат. Действующий президент Ихинио Мориньиго попытался остаться у власти путём проведения военного переворота, но был свергнут в результате переворота 3 июня. Хуан Мануэль Фрутос стал временным президентом, пока Гонсалес не вступил в должность 15 августа. Важную роль в его приходе к власти сыграла военизированная организация Guión Rojo, созданная Гонсалесом десятилетием ранее.
Одним из самых важных актов его правления стала национализация Американской энергетической и транспортной компании (CALT), который позже стала "Ande".
С самого начала срока правления Гонсалеса ходили слухи, что он хотел отказаться от поста. 26 октября 1948 года исключенные из партии Колорадо политики попытались свергнуть Гонсалеса. Восстание было подавлено правительственными войсками, но это оказалось лишь временным успокоением. 29 января 1949 года произошел очередной переворот, проведенный военными во главе с Фелипе Молас Лопесом, Федерико Чавесом и министром обороны генералом Раймундо Ролоном. Гонсалес подал в отставку рано утром 30 января, и генерал Ролон принял власть.
Наталисио Гонсалес отправился в изгнание. 7 февраля 1949 года он отправился в Буэнос-Айрес, а в 1950 году - в Мексику. Он был последним интеллектуалом, журналистом и поэтом по главе Парагвая в XX веке, далее последовали десятилетия военных диктатур, стронистского режима Альфредо Стресснера.
Гонсалес умер в Мехико 6 декабря 1966 года от сердечного приступа. Он был приглашен вернуться в Парагвай, и собирался сделать это со дня на день, но не успел. Его жена Лидия покончила с собой после обнаружения тела мужа - она проглотила болеутоляющие и вскрыла вены на запястьях.